# 第27警戒群
第27警戒群（だい27けいかいぐん）は、大滝根山分屯基地に所在した中部航空警戒管制団隷下の部隊である。

## 沿革
※大滝根山分屯基地としての沿革も含む
- 1955年（昭和30年）： 米軍警戒管制部隊が大滝根山に展開
- 1956年（昭和31年）： 航空自衛隊が大滝根山に部隊移動
- 1959年（昭和34年）： 米軍から航空自衛隊に移管
- 1961年（昭和36年）： 第27警戒群に改編
- 1972年（昭和37年）： 三次元レーダー（FPS-1）運用開始
- 1995年（平成07年）： 新三次元レーダー（FPS-3）運用開始
- 2006年（平成18年）： 創設50周年
- 2008年（平成20年）： FPS-3改（能力向上型）運用開始
- 2021年（令和03年）： 廃止（第27警戒隊に改編）

## 部隊編成
- 群本部
- 監視管制隊
- 通信電子隊
- 基地業務隊

## 歴代の主要幹部
| 代 | 氏名                 | 在職期間                                                    | 前職                                                     | 後職                                    |
| -- | -------------------- | ----------------------------------------------------------- | -------------------------------------------------------- | --------------------------------------- |
|    |                      | 0000年00月00日 - 0000年00月00日                             |                                                          |                                         |
|    | 田中文明             | 2000年08月01日 - 2002年07月31日                             | 航空幕僚監部調査部調査課 調査第2班長                     | 防衛研究所主任研究官                    |
|    |                      | 0000年00月00日 - 0000年00月00日                             |                                                          |                                         |
| 25 | 小松尚志             | 0000年00月00日 - 2006年07月31日 ※2006年07月01日 1等空佐昇任 | （2等空佐）                                              | 第12飛行教育団飛行教育群司令            |
| 26 | 岳川清美 （2等空佐） | 2006年08月01日 - 2007年12月02日                             | 第1高射群副司令                                          | 航空自衛隊幹部学校総務課長              |
| 27 | 吉井秀信 （2等空佐） | 2007年12月03日 - 2009年07月20日                             | 南西航空警戒管制隊第55警戒隊長 兼 沖永良部島分屯基地司令 | 航空自衛隊幹部学校システム管理室長      |
| 28 | 村田康二             | 2009年07月21日 - 2010年12月09日                             | 航空支援集団司令部情報課長                               | 航空中央業務隊付                        |
| 29 | 坂梨弘明             | 2010年12月10日 - 2012年08月19日 ※2012年01月01日 1等空佐昇任 | 航空幕僚監部人事教育部補任課勤務 （2等空佐）             | 航空自衛隊幹部学校付                    |
| 30 | 鴻巣学               | 2012年08月20日 - 2014年01月14日                             | 航空自衛隊幹部学校付                                     | 航空教育集団司令部総務部総務課長        |
| 31 | 蒲原正典 （2等空佐） | 2014年01月15日 - 2015年07月31日                             | 航空幕僚監部運用支援・情報部 運用支援課勤務              | 南西航空混成団司令部総務部 援護業務課長 |
| 32 | 西村剛 （2等空佐）   | 2015年08月01日 - 0000年00月00                               | 航空支援集団司令部総務部総務課長                         |                                         |
| 33 | 井上吉隆             | 2017年01月16日 - 2018年11月30日                             | 航空幕僚監部運用支援・情報部 情報課勤務 （2等空佐）      | 第4術科学校業務部長                     |
| 34 | 鎌田将武             | 2018年12月01日 - 2020年08月31日                             | （2等空佐）                                              |                                         |
| 35 | 前原清隆             | 2020年09月01日 -                                            | 中部航空方面隊司令部計画課長 （2等空佐）                 |                                         |